# 姆仓加穆日
姆仓加穆日（法語：M'Tsangamouji，法語發音：[mtsɑ̃ɡamuʒi]）是法国海外省马约特的一个市镇。

## 地理
姆仓加穆日（12°45'32"S, 45°4'58"E）面积22.04 平方千米，位于法国海外省马约特。
与姆仓加穆日接壤的市镇（或旧市镇、城区）包括：阿库阿、邦德拉布阿、钦戈尼。
姆仓加穆日的时区为UTC+03:00。

## 行政
姆仓加穆日的邮政编码为97650，INSEE市镇编码为97613。

## 政治
姆仓加穆日所属的省级选区为钦戈尼县。

## 人口
姆仓加穆日于2017时的人口数量为6432人。